# Damir Plavšić
 Damir Plavšić (Vukovar, 26. srpnja 1969.) hrvatski je pisac, redatelj i hrvatski branitelj koji je objavio više knjiga o bitci za Vukovar i koncentracijskim logorima u Republici Srbiji za vrijeme Domovinskog rata. Po struci je diplomirani agronom. Režirao je više glazbeno-scenskih predstava o bitci za Vukovar s kojima je gostovao u brojnim gradovima u Hrvatskoj i svijetu.

## Životopis
Rođen je u Vukovaru 26. srpnja 1969. godine, kao sin Ivana Zvonimira i Hedvige Elizabete (rođ. Gerber). Otac mu je bio magistar agronomije, a majka ekonomistica.
Odrastao je u Vukovaru, gdje je završio osnovnu i srednju školu. Godine 1988. upisao je Veterinarski fakultet u Zagrebu, na kojemu započinje studij godinu dana kasnije zbog obaveznog služenja vojnog roka u JNA.
Nakon položenog zadnjeg ispita (biokemija) na drugoj godini fakulteta, u lipnju 1991. dragovoljno odlazi braniti Vukovar i postaje pričuvni pripadnik Zbora narodne garde, 4. voda, 1. satnije, 1. bojne 204. brigade (vod „Desna Supoderica”). Sudjeluje u obrani Vukovara od početka bitke pa do 20. studenoga 1991., kad je bio zarobljen i prisilno odveden u koncentracijske logore u Republiku Srbiju. 
Nakon petomjesečnog boravka u trima logorima (Stajićevo, Niš, Srijemska Mitrovica) razmijenjen je 27. ožujka 1992. u Nemetinu kod Osijeka. Dolaskom u Zagreb nastavlja studiranje i zapošljava se u 300. središnjoj logističkoj bazi Ministarstva obrane gdje radi do 1997., kada prelazi u Glavni stožer Oružanih snaga RH.
Godine 1999. diplomirao je na Agronomskom fakultetu u Zagrebu, nakon kojeg je završio i Temeljnu časničku, Naprednu časničku i Zapovjedno-stožernu školu po NATO-vim standardima pri Zapovjedno-stožernoj školi „Blago Zadro” Hrvatskog vojnog učilišta „dr. Franjo Tuđman”. 2002. godine završio je poslijediplomski specijalistički (smjer marketing), a 2004. godine poslijediplomski znanstveni studij (smjer marketing) na Ekonomskom fakultetu u Zagrebu.
Umirovljen je 2004. godine. 2006. godine sudjelovao je u osnivanju Zaklade Hrvatskih branitelja iz Domovinskoga rata i članova njihovih obitelji, u kojoj je i radio sve do 2013. godine.

## Ratni put
U lipnju 1991. godine, Plavšić, tada student druge godine Veterinarskoga fakulteta u Zagrebu, dolazi u Vukovar te se priključuje obrani grada i postaje pripadnik 4. voda, 1. satnije, 1. bojne 204. brigade Hrvatske vojske.
Kao vojnik bio je postavljen braniti jedini zapadni ulaz u grad Vukovar.  Dana 25. kolovoza, zajedno sa suborcem Robertom Janićem, a čemu su posvjedočili suborci koji su se ondje nalazili, uništio je prvi tenk (tzv. tenk ralicu) u bitki za Vukovar.
Plavšić je bio stacioniran na zapadnom dijelu Vukovara do 4. studenoga 1991. godine, kad je pala Ulica Prvi maj te se njegov položaj (tzv. Desna supoderica) našao u okruženju, zbog čega je zapovjednik Tomislav Skrbin zapovjedio izvlačenje iz okruženja i spajanje s hrvatskim snagama u vukovarskom kvartu Rupe. 
Nakon dolaska u kvart Rupe, veći dio pripadnika voda „Desna Supoderica” odlazi u proboj prema Vinkovcima; Plavšić je odbio otići u proboj te je sa suborcem Tomislavom Bare raspoređen u obranu linije današnje Priljevačke ulice. Plavšićev položaj nalazio se blizu zapovjednog mjesta stacioniranog u nekadašnjem kafiću „Caffe bar London”, objektu podignutom na raskrižju današnje Priljevačke ulice, koja spaja Vukovar i Borovo Naselje te današnje Ulice Matice hrvatske, kojom su nadirale snage Srpske dobrovoljačke garde i JNA iz pravca naselja Lužac.
U obrani tog dijela grada Plavšić je sudjelovao do 9. studenog 1991. godine, kad je pala linija obrane i zapovjedno mjesto, uslijed čega je bila presječena komunikacija između Vukovara i Borova Naselja. Plavšić se nastavio boriti u Borovu Naselju, gdje ga zapovjednik Marko Filković „Kinez”, 13. studenoga 1991. godine postavlja za zapovjednika voda jedne od borbenih linija.
Dana 20. studenoga 1991., izvršena je predaja branitelja i civila, nakon čega je Plavšić zajedno sa svojim suborcima prisilno odveden u Republiku Srbiju u koncentracijske logore za ratne zarobljenike. U noći sa 20. na 21. studeni, njegov otac, Ivan Zvonimir, ubijen je u pokolju na Ovčari.
Prvo je bio odveden u koncentracijski logor Stajićevo kod Zrenjanina, gdje je proveo mjesec i pol dana, a potom u vojni zatvor u Nišu, u kojem je proveo dva mjeseca. Na kraju je prebačen u logor Srijemska Mitrovica u kojemu je ostao do razmjene. Dana 27. ožujka 1992. godine, Plavšić je kao ratni zarobljenik razmijenjen u mjestu Nemetin kod Osijeka.

## Nakon rata
Dolaskom u Zagreb nastavlja studiranje na trećoj godini Veterinarskog fakulteta Sveučilišta u Zagrebu, koji je završio 1996. godine, ali nije diplomirao. Iste godine zaposlio se u 300. središnjoj logističkoj bazi Ministarstva obrane, gdje je radio do 1997. kad je prešao  u Glavni stožer Oružanih snaga RH.
Godine 1999. diplomirao je na Agronomskom fakultetu Sveučilišta u Zagrebu, smjer stočarstvo te je završio Temeljnu časničku, Naprednu časničku i Zapovjedno-stožernu školu po NATO-vim standardima na Zapovjedno-stožernoj školi "Blago Zadro" Hrvatskog vojnog učilišta "dr. Franjo Tuđman". Godine 2002. završio je poslijediplomski specijalistički studij (smjer marketing) pri Ekonomskom fakultetu Sveučilišta u Zagrebu, a 2004. godine završio je i poslijediplomski znanstveni studij (smjer marketing) pri istom fakultetu. 
Umirovljen je 2004. godine. 2006. godine sudjelovao je u osnivanju Zaklade Hrvatskih branitelja iz Domovinskoga rata i članova njihovih obitelji, gdje je ostao kao suradnik do 2013. godine.
U mirovini se bavi isključivo pisanjem knjiga i režiranjem predstava. U svojim djelima Plavšić opisuje vukovarsku bitku i doživljaje iz logora. Svoju prvu knjigu, Zapisi iz srpskih logora, objavio je 1994. godine. Drugu knjigu, Povjesnica 300. središnje logističke baze MO RH, objavio je 1997.
Godine 2015. objavljuje prvu knjigu niza Bitka za Vukovar naslovljenu Ne plači, moj dobri anđele – bitka za Vukovar, zatočeništvo i sloboda. Druga knjiga, naslovljena Bitka za Vukovar: ne plači moj dobri Anđele objavljena je 2022. Treća knjiga, Bitka za Vukovar: ratnici u trapericama i tenisicama objavljena je 2023. Knjige su mu prevedene na više jezika, a po knjizi Zapisi iz srpskih logora, 1995. godine snimljen je dokumentarno-igrani film.
Režirao je glazbeno-scenske predstave Zapisi iz srpskih logora (1994.), Bitka za Vukovar (2015.) i Plamen Vukovarskog svjetla (2015.), s kojima je nastupao u državama Europe, Oceanije, Južne i Sjeverne Amerike.

## Osobni život
Živi u Zagrebu sa suprugom i dvoje djece. Katoličke je vjere. Zbog ratnih ranjavanja i mučenja u koncentracijskim logorima u Republici Srbiji, 60 % je ratni vojni invalid. Nositelj je više hrvatskih odlikovanja.

## Djela
Knjige
- Zapisi iz srpskih logora. 1994., ZKSV[15]
- Povjesnica 300. središnje logističke baze MO RH. 1997., Zrinski[16]
- Ne plači, moj dobri anđele: bitka za Vukovar, zatočeništvo i sloboda. 2015., Udruga branitelja i stradalnika Domovinskog rata Hrvatski Leskovac ISBN 9789535854203[17]
- Bitka za Vukovar: ne plači moj dobri Anđele. 2022., Udruga branitelja „Hrvatski pleter” ISBN 9789534948804[18]

Prevedeno na:   
engleski: The Battle of Vukovar: don’t cry, my gracious angel. 2021. ISBN 9789534948811
francuski: La Bataille de Vukovar: ne pleure pas, mon bon ange. 2022. ISBN 9789534948828
njemački: Die Schlacht um Vukovar: weine nicht, mein guter Engel. 2022. ISBN 9789534948835
španjolski: La Batalla de Vukovar, no llores, mi buen Angel. 2022. ISBN 9798394207396
- Bitka za Vukovar: ratnici u trapericama i tenisicama. 2023., Udruga branitelja "Hrvatski pleter" ISBN 9789534948842

Glazbeno-scenske predstave
- Zapisi iz srpskih logora, 1994.
- Bitka za Vukovar, 2015.
- Plamen Vukovarskog svjetla, 2015.

## Filmografija
| godina | naslov                   | bilješke                                            |
| ------ | ------------------------ | --------------------------------------------------- |
| 1995.  | Zapisi iz srpskih logora | snimljen po knjizi Zapisi iz srpskih logora (1994.) |